# Karchevskyite
La karchevskyite (simbolo IMA: Kcv) è un minerale del supergruppo dell'idrotalcite e del gruppo della wermlandite appartenente alla famiglia minerale dei "nitrati e carbonati" con composizione chimica Mg18Al9(OH)54Sr2(CO3,PO4)9(H2O,H3O)11.

## Etimologia e storia
Il minerale prende il nome da Pavel Ivanovich Karchevskij (Павел Иванович Карчевский) (1976-2002), mineralogista russo che ha dato col suo lavoro contributi importanti nello studio dei massicci carbonatici.
La località tipo della karchevskyite è la miniera di "Kovdor Zheleznyi", situata nel Kovdorskij rajon (Oblast' di Murmansk, Russia). Sempre in Russia è conservato il suo campione tipo: presso il Museo mineralogico dell'Università statale di San Pietroburgo, e presso il museo mineralogico intitolato a "A.E. Fersman", presso l'"Accademia russa delle scienze" di Mosca.

## Classificazione
Nella nona edizione della sistematica dei minerali secondo Strunz la karchevskyite è elencata nella classe "5. Carbonati (nitrati)" e nella sottoclasse "5.D Carbonati con anioni aggiuntivi, con H2O"; questa è ulteriormente suddivisa in base alla presenza di acqua cristallina e alla dimensione dei cationi coinvolti, in modo tale da trovare il minerale nella sezione "5.DA Con cationi di media dimensione" dove è l'unico membro del sistema nº 5.DA.60.
Tale classificazione non è mantenuta nell'edizione successiva, continuata dal database "mindat.org" e chiamata talvolta Classificazione Strunz-mindat, nella quale il minerale è smistato sempre nella classe dei "carbonati (nitrati)" e nella sottoclasse dei "carbonati con anioni aggiuntivi, con H2O"; la sezione è sempre quella denominata "con cationi di media dimensione", ma il minerale si trova qui nella sezione nº 5.DA.40 insieme a caresite, quintinite, charmarite e il nuovo minerale, ancora in fase di definizione, chiamato UM1987-05-OH:AlCMg.
Anche nella Sistematica dei lapis (Lapis-Systematik) di Stefan Weiß la karchevskyite si trova nel gruppo dei "nitrati, carbonati e borati" e nel sottogruppo dei "carbonati idrati con anioni estranei"; qui forma il "gruppo dell'idrotalcite" con il numero di sistema V/E.03 insieme a idrotalcite, stichtite, piroaurite-3R, desautelsite, takovite, reevesite, comblainite, fougèrite, trébeurdenite, sergeevite e putnisite.

## Abito cristallino
La karchevskyite cristallizza nel sistema trigonale nel gruppo spaziale non ben definito, ma che si attesta tra P3, P3, P31m oppure P31m (ma anche altri) con i parametri reticolari a = 16,055(6) Å e c = 25,66(1) Å, oltre a 3 unità di formula per cella unitaria.

## Origine e giacitura
La karchevskyite si forma come minerale idrotermale di fase avanzata nelle cavità di dolomiti in complessi carbonitici, dove è fortemente interconnessa con la quintinite-3T. La si trova associata a dolomite, magnetite, quintinite-3T, carbonato di stronzio-fluorapatite.
Come formazione minerale, la karchevskyite è rarissima ed è stata rinvenuta solo nella sua località tipo, in Russia, presso la miniera di "Kovdor Zheleznyi", situata nel Kovdorskij rajon.

## Forma in cui si presenta in natura
La karchevskyite si forma in sottili lamine piegate o come sferuliti di dimensioni fino a 1,5 mm. Il minerale ha aspetto da incolore a bianco, con lucentezza da vitrea a perlacea. Il colore del suo striscio è bianco.